# Brigandina

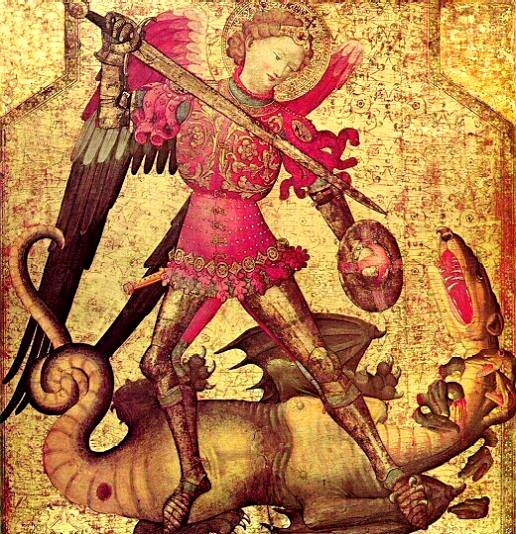
Sv. Michal v brigandině bojuje s drakem

Brigandina (též brigantina, staročesky pak „kabátec plechem podložený“, „kabát s pancéřovými štrychy“) je typ středověké zbroje. Je vyrobena z kůže, na níž jsou zevnitř přinýtovány kovové destičky. Tyto destičky jsou zvenku obvykle pokryty látkou.
Nosíval se přes ni tabard, ale nebylo to pravidlem (na rozdíl od třeba kroužkové zbroje). Dále se pod ní nosívalo kroužkové brnění. Také mohla zevně být přidělána tvrzená kůže, která je ovšem neohebná, což by mohlo být nevýhodou v boji.

## Historie
Středověké brigandiny mají svůj počátek ve 12. století. Ve 13. století brigandina získala svoji oblíbenost ve východní Evropě, především v Uhrách.

## Použití
Bývala nejčastěji rozšířená mezi vojáky, kteří si nemohli dovolit plátovou zbroj. Také ji využívali především lukostřelci či kušníci, kteří masivní a těžkou zbroj nepotřebovali. Brigandina totiž dokáže poměrně efektivně zastavit jim největší hrozící nebezpečí – šípy.

## Výroba

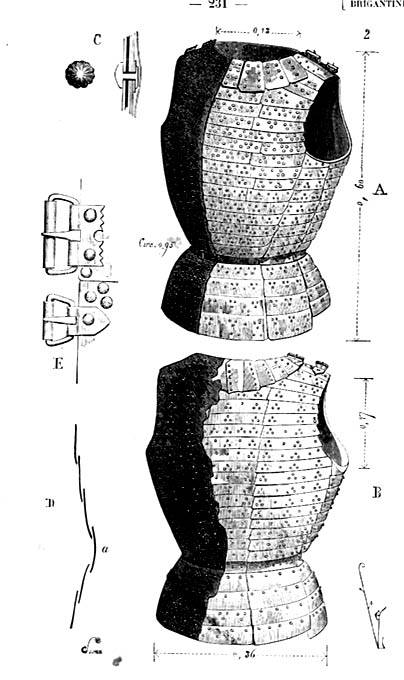
Na obrázku lze vidět nýtové trojúhelníky.

Často se vyráběla ze zbytků plátových zbrojí, které již nešlo opravit. Každá z destiček tvořící brigandinu byla přinýtována třemi nýty. Po jednom nýtu bylo v každém vrchním rohu, třetí nýt držel destičku uprostřed. Proto jsou při pohledu na brigandinu zevnitř patrné pomyslné trojúhelníky. Tvrzená kůže, jež byla někdy umístěna z vnější strany zbroje, se při výrobě nejprve ponoří do horké vody a poté je vytvarována do požadovaného tvaru.
Druhou možností úpravy je natírání předehřáté kůže nebo její ponoření do nádoby s horkým včelím voskem. Potom je výsledná zbroj impregnována proti vodě.